# Vilim od Champlittea
Vilim od Champlittea (Guillaume de Champlitte) (? – 1209.) bio je francuski plemić, knez Ahaje u Grčkoj, gospodar Landrechiesa i vikont Dijona.
Bio je sin plemića Oda I. od Champlittea i njegove supruge Sibile te brat Oda II. i stric plemkinje Ode.
Navodno je bio rođak engleskog kralja Stjepana.
Vilimova je prva žena bila gospa Alais od Meursaulta (? – 1196.). Nisu imali djece.
Vilimova druga supruga bila je dama Elizabeta od Mount-Saint-Jeana. Nisu imali djece, ali je nakon rastave braka s njom Vilim još oženio neku Eustahiju od Courtenaya. Ona je bila dama Placy-sur-Armancona.
Djeca Vilima i njegove žene Eustahije:
- Vilim II. od Champlittea, muž Eleonore i Katarine
- Odo
- Elizabeta, žena Oda III. od Granceyja

Vilim i njegov brat postali su križari te su poslali pismo papi Inocentu III. nakon opsade Zadra.

## Daljnja literatura
- Finley Jr, John H. "Corinth in the Middle Ages." Speculum, Vol. 7, No. 4. (Oct., 1932), pp. 477–499.
- Tozer, H. F. "The Franks in the Peloponnese." The Journal of Hellenic Studies, Vol. 4. (1883), pp. 165–236.